# پیرجو مورانن
پیرجو مورانن (انگلیسی: Pirjo Muranen; ۸ مارس ۱۹۸۱ – ) اسکی‌باز صحرانوردی اهل فنلاند بود.